# Lage Ekwall
Lage Ekwall, folkbokförd Lage Edvard Oskar Ekvall, född 4 maj 1914 i Barkåkra församling i Kristianstads län, död 26 december 1993 i Slottsstadens församling i Malmö, var en svensk lärare, reklamman och direktör.
Lage Ekwall var son till stationskarlen Karl Ekwall och Maria Ingvarsson. Han tog realexamen i Ängelholm 1930 och folkskollärarexamen i Lund 1937 samt examen vid Reklamkonstskolan i Stockholm 1938. Han blev copywriter och kontaktman vid Svenska Telegrambyrån i Stockholm 1938, reklamassistent vid Svenska AB Philips 1939, reklamchef med mera där 1946–1962 samt direktör vid Antoni & Gehlin AB i Malmö från 1962. Han hade egen konsultverksamhet från 1964.
Han var lärare vid Berghs reklamskola och Institutet för högre reklamutbildning (IHR), styrelseledamot av Svenska annonsörers förening och ledamot av dess arbetsutskott, ledamot av Näringslivets opinionsnämnd och medlem av Philips International Advertising Council 1958–1962. Han skrev artiklar och föredrag för fackpress.
Lage Ekwall var gift första gången 1944–1951 med översättaren Aino Moravec (född 1920), dotter till direktören Josef Winkler och Elina Paasivirta, andra gången 1952–1959 med konstnären Ingrid von Dardel (1922–1962), dotter till konstnären Nils Dardel och författaren Thora Dardel Hamilton, samt tredje gången 1977–1980 med Janina Pietrzak (född 1943). Han har en son: konstnären Nils Ekwall (född 1954).